# De Rosa

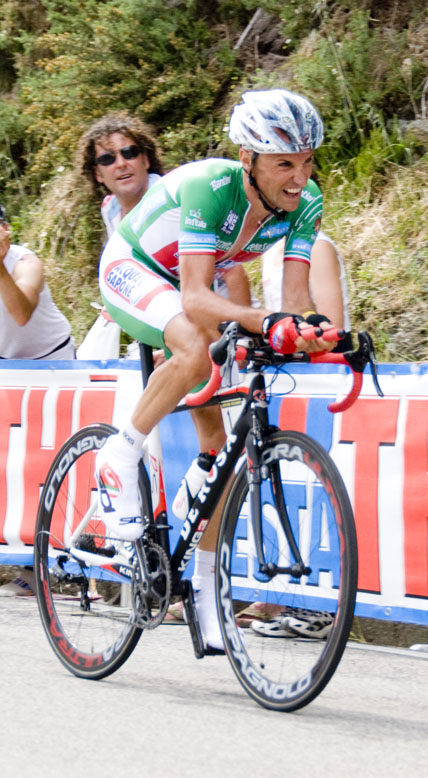
Стефано Гарцелли участвует в Джиро д’Италия 2009 на велосипеде De Rosa

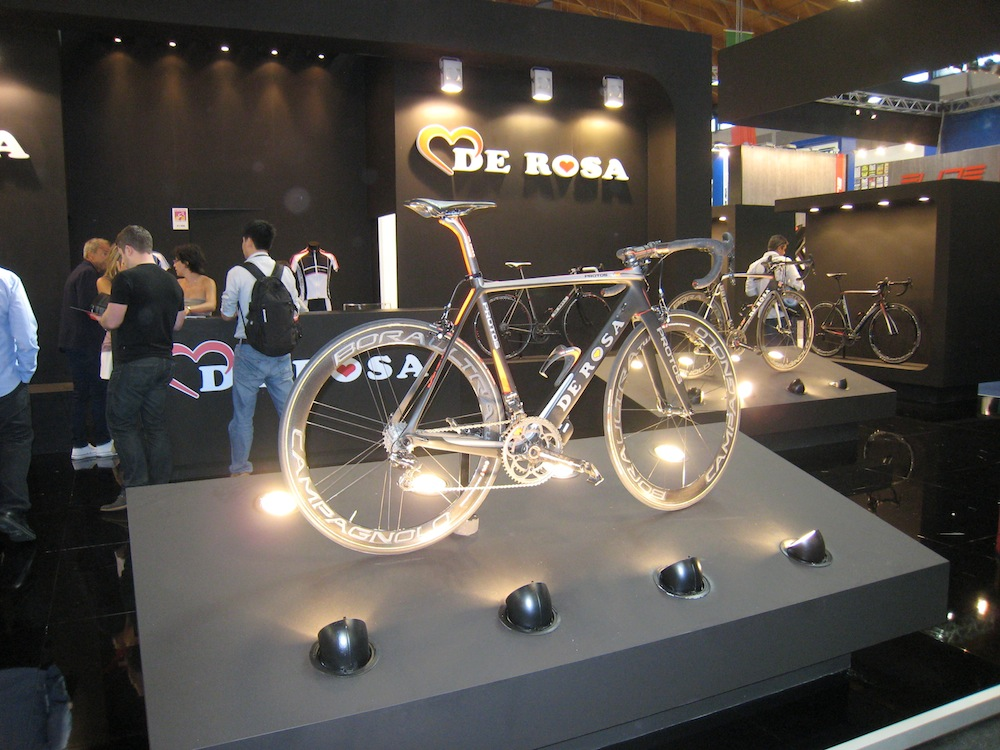
De Rosa на выставке Euro bike

 De Rosa  — итальянская компания, специализирующаяся на производстве велосипедных рам шоссейного типа. Компания названа в честь её создателя Уго де Розы.
De Rosa известна всем своей консервативностью в вопросах проектирования и не имеет никакой тенденции к моде.

## История
Основатель компании Уго де Роза родился 27 января 1934 года в Милане. Был спортсменом-любителем, участвовал во многих велогонках. Прежде чем заняться производством велосипедов, Уго де Роза окончил технический вуз.
В 1950-х он открыл свой магазин и начал производство шоссейных велосипедов. В 1958 году к нему поступил заказ от профессионального велогонщика Рафаэля Гиминиани, который хотел приобрести велосипед для предстоящей гонки Джиро д’Италия. Вскоре продукцией De Rosa заинтересовались профессиональные команды, среди которых были Faema, TBAC, Max Majer.
К 1970 году De Rosa начинает сотрудничество с командой Molteni. К этому времени в команде был Эдди Меркс, для которого компания произвела несколько велосипедов. Меркс и его товарищи по команде выиграли почти все крупные европейские гонки: Тур де Франс, Джиро д’Италия, Милан - Сан-Ремо и чемпионат мира. Это партнёрство продолжалось до 1978 года, пока Эдди Меркс не ушел из команды.
Спрос на велосипеды De Rosa увеличился во многих странах таких как: Япония, Германия, США, Россия, Бельгия. Впоследствии компания Уго де Розы переросла из маленькой мастерской, прилегающей к его дому, в крупное производство в городе Кузано-Миланино. К этому времени в бизнес вошли все три сына Уго де Розы, Данил и Дориан приняли управленческие функции, а Криштиану занялся коммерческой стороной бизнеса.
В 1990-х годах De Rosa начала исследования и разработку титановых трубок, появившихся на новой модели De Rosa Titanio (впоследствии эта модель была использована итальянской командой Gewiss-Ballan). Алюминиевые и карбоновые рамы были добавлены в производство в 1996 и 2000 году соответственно.
10 декабря 2007 года, было объявлено, что континентальная команда LPR будет участвовать в гонках на велосипедах De Rosa в предстоящем сезоне.

## Современное состояние
По состоянию на 2014 год компания выпускает, помимо шоссейных велосипедов, трековые (модель scatofisso). Модельный ряд представлен 14 моделями из карбоновых и алюминиевых рам. Наряду с этим De Rosa выпускает различные товары (фляги, одежду, сумки) под логотипом своей компании.
Также компания является постоянным участником велосипедных выставок Euro bike и Inter bike